# Associazione Calcio Monopoli 1984-1985
Questa pagina raccoglie le informazioni riguardanti l'Associazione Calcio Monopoli nelle competizioni ufficiali della stagione 1984-1985.

## Rosa
| N. |                   | Ruolo | Calciatore           |
| -- | ----------------- | ----- | -------------------- |
|    | Italia (bandiera) | C     | Pietro Armenise      |
|    | Italia (bandiera) | D     | Damiano Bettinelli   |
|    | Italia (bandiera) | D     | Agostino Brancale    |
|    | Italia (bandiera) | P     | Domenico Delli Pizzi |
|    | Italia (bandiera) | C     | Dell'Uomo Franco     |
|    | Italia (bandiera) | C     | Massimo Esposito     |
|    | Italia (bandiera) | D     | Paolo Faraone        |
|    | Italia (bandiera) | A     | Gabriele Lanci       |
|    | Italia (bandiera) | C     | Gabriele Macrì       |
|    | Italia (bandiera) | C     | Ciro Muro            |

| N. |                   | Ruolo | Calciatore          |
| -- | ----------------- | ----- | ------------------- |
|    | Italia (bandiera) | A     | Domenico Netti      |
|    | Italia (bandiera) | C     | Michele Orsi        |
|    | Italia (bandiera) | D     | Valeriano Prestanti |
|    | Italia (bandiera) | D     | Amelio Puce         |
|    | Italia (bandiera) | D     | Rosario Sasso       |
|    | Italia (bandiera) | A     | Massimo Silva       |
|    | Italia (bandiera) | C     | Angelo Terracenere  |
|    | Italia (bandiera) | P     | Nicola Turi         |
|    | Italia (bandiera) | A     | Paolo Tusino        |
|    | Italia (bandiera) | C     | Lucinao Volarig     |

## Risultati

### Campionato

#### Girone di andata
| 23 settembre 1984 1ª giornata | Monopoli | 1 – 1 | Cavese |  |

| 30 settembre 1984 2ª giornata | Akragas | 0 – 0 | Monopoli |  |

| 7 ottobre 1984 3ª giornata | Monopoli | 0 – 0 | Reggina |  |

| 14 ottobre 1984 4ª giornata | Campania | 1 – 1 | Monopoli |  |

| 21 ottobre 1984 5ª giornata | Monopoli | 1 – 0 | Casertana |  |

| 28 ottobre 1984 6ª giornata | Cosenza | 1 – 1 | Monopoli |  |

| 4 novembre 1984 7ª giornata | Monopoli | 0 – 3 | Palermo |  |

| 11 novembre 1984 8ª giornata | Barletta | 2 – 1 | Monopoli |  |

| 18 novembre 1984 9ª giornata | Casarano | 2 – 1 | Monopoli |  |

| 25 novembre 1984 10ª giornata | Monopoli | 1 – 0 | Ternana |  |

| 2 dicembre 1984 11ª giornata | Foggia | 2 – 1 | Monopoli |  |

| 9 dicembre 1984 12ª giornata | Monopoli | 1 – 1 | Messina |  |

| 16 dicembre 1984 13ª giornata | Benevento | 0 – 0 | Monopoli |  |

| 23 dicembre 1984 14ª giornata | Monopoli | 2 – 1 | Francavilla |  |

| 6 gennaio 1985 15ª giornata | Salernitana | 0 – 0 | Monopoli |  |

| 13 gennaio 1985 16ª giornata | Monopoli | 5 – 1 | Nocerina |  |

| 20 gennaio 1985 17ª giornata | Catanzaro | 2 – 0 | Monopoli |  |

#### Girone di ritorno
| 3 febbraio 1985 18ª giornata | Cavese | 1 – 1 | Monopoli |  |

| 10 febbraio 1985 19ª giornata | Monopoli | 1 – 1 | Akragas |  |

| 17 febbraio 1985 20ª giornata | Reggina | 1 – 1 | Monopoli |  |

| 24 febbraio 1985 21ª giornata | Monopoli | 1 – 0 | Campania |  |

| 3 marzo 1985 22ª giornata | Casertana | 0 – 0 | Monopoli |  |

| 10 marzo 1985 23ª giornata | Monopoli | 2 – 0 | Cosenza |  |

| 17 marzo 1985 24ª giornata | Palermo | 1 – 1 | Monopoli |  |

| 24 marzo 1985 25ª giornata | Monopoli | 2 – 0 | Barletta |  |

| 6 aprile 1985 26ª giornata | Monopoli | 0 – 0 | Casarano |  |

| 14 aprile 1985 27ª giornata | Ternana | 0 – 0 | Monopoli |  |

| 21 aprile 1985 28ª giornata | Monopoli | 2 – 0 | Foggia |  |

| 5 maggio 1985 29ª giornata | Messina | 3 – 2 | Monopoli |  |

| 12 maggio 1985 30ª giornata | Monopoli | 1 – 1 | Benevento |  |

| 19 maggio 1985 31ª giornata | Francavilla | 4 – 0 | Monopoli |  |

| 26 maggio 1985 32ª giornata | Monopoli | 1 – 0 | Salernitana |  |

| 2 giugno 1985 33ª giornata | Nocerina | 2 – 2 | Monopoli |  |

| 9 giugno 1985 34ª giornata | Monopoli | 4 – 2 | Catanzaro |  |